# Rallus indicus
Rallus indicus (лат.) — вид птиц из семейства пастушковых. Подвидов не выделяют.

## Распространение

### Гнездовой ареал
От северной Монголии и Восточной Сибири до Маньчжурии, Сахалина и северной части Японии.

### Зимовка
От восточной Бенгалии и Ассама, Мьянмы, северного Таиланда и северного Лаоса до северо-востока Китая и Хайнаня, Тайваня, Кореи и южной части Японии.

## Описание
Длина тела 23-29 см; масса 75-190 г.

## Биология
Питаются в основном животным кормом (мелкие насекомые, моллюски, черви), дополняя рацион растительным.
В кладке 5-12 яиц. Чашеобразное гнездо сплетено из палых листьев и стеблей болотных растений, расположено в воде или рядом с ней.